# 도로시를 찾아라
도로시를 찾아라는 대한민국의 드라마이며, 제작은 MBC이고, 2006년 7월 15일에 첫 방송되었는데 손헌수 (강 코치 역)의 산업기능요원 대체 복무 전 마지막 드라마 출연작이었다.
한편, MBC는 해당 작품에 앞서 4부작 특집극 <그녀들의 뇌출혈>을 편성할 예정이었지만 무산됐다.

## 등장 인물
- 김영호 - 박용수 역
- 박시은 - 나경주 역
- 이세창 - 이현수 역
- 지수원 - 서지수 역
- 이대연 - 표 반장 역
- 김예원 - 이수아 역
- 강성필 - 조 형사 역
- 이원용 - 박희재 역
- 손헌수 - 강 코치 역
- 이매리 - 방미란 앵커 역
- 정신혜 - 여자아이 역

## 시청률
| 회차  | 방송일          | 시청률(전국) |
| ----- | --------------- | ------------ |
| 제1회 | 2006년 7월 15일 | 7.4%         |
| 제2회 | 2006년 7월 16일 | 10.2%        |
| 제3회 | 2006년 7월 22일 | 6.7%         |
| 제4회 | 2006년 7월 23일 | 6.7%         |